# Château du Bois de la Roche (Garlan)
Pour les articles homonymes, voir Château du Bois de la Roche.

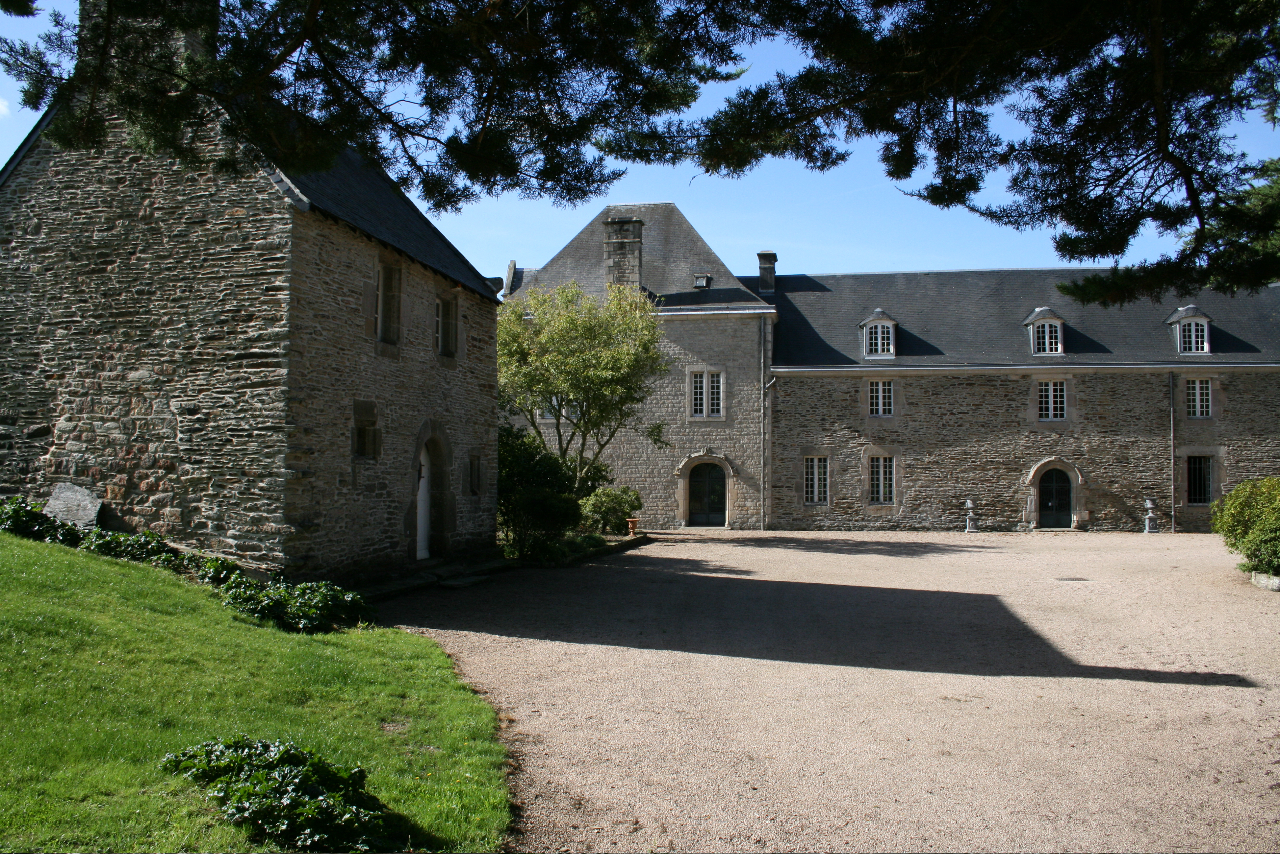
Le château du Bois de la Roche vu de la cour.

Le château du Bois de la Roche, en breton : Kastell Coat ar Roc'h, est un ancien domaine seigneurial situé dans la commune de Garlan dans le Finistère.

## Historique
L'origine de l'édifice remonte à la fin du Moyen Âge. En 1427, il était attribué au seigneur de Lescoulouarn, Eon de Foucault, capitaine de Concarneau en 1413, chevalier qui en 1420 faisait partie de l'armée levée contre les Penthièvre. Au XVIIIe siècle, le château est une longue et morose bâtisse couverte en croupe, sans caractère architectural, depuis longtemps en ferme. Au XXe siècle, l'édifice est agrandi en y ajoutant une aile (l'aile gauche que l'on voit sur l'image).
Le lieu abrita au fur et à mesure des siècles plusieurs familles nobles et paysannes.  Les premiers seigneurs furent les Foucault jusqu'au XVIe siècle, ensuite les Talhouët et les Guengat, puis fut acquis, vers 1544, par un marchand morlaisien renommé, François Le Blonsart. En 1546, François Le Blonsart épousa Sylvaine L'Honore de Kerlaouénan. Les Le Blonsart du Bois de La Roche s'y perpétuèrent par la descendance. En 1808, les Le Blonsart résidaient toujours à leur château du Bois de la Roche, mais ils durent l'aliéner peu après, car Mme Le Blonsart, née Le Naigre, mourut en 1810 au village voisin de Mezoumanach, où elle habitait. S'y succédèrent les familles de Cillart et de Forsanz.. contrairement à la légende le château n'a jamais été la propriété du général Maxime Weygand dont l'épouse était une Forsanz, sa belle mère ayant refusé de le lui vendre car elle l'avait loué à une congrégation religieuse (information transmise par le petit fils du Général Weygand). De 1931 à 1952, la propriété appartint au comte de Cholet qui agrandit l'édifice en y ajoutant une aile. La propriété accueillit par ailleurs le comte de Rohan-Chabot, le cardinal de Kernier, Marie de Forsanz. 